# 上泸镇
上泸镇，是中华人民共和国江西省上饶市广信区下辖的一个乡镇级行政单位。

## 行政区划
上泸镇下辖以下地区：
上泸社区、清泉社区、三连坑村、泉洋村、溪北村、毛源村、王家山村、江家村、小源村、苎圳村和红区林场生活区。